# Carl Eldh
Carl Johan Eldh (Östhammar, 10 maggio 1873 – 26 gennaio 1954) è stato un artista e scultore svedese.

## Biografia
Carl Eldh nacque nel comune di  Östhammar, Uppland, figlio di un fabbro. Studiò scultura presso la Académie Colarossi a Parigi dal 1897 al 1904 dove entrò in contatto con lo scultore Auguste Rodin che ispirò molti dei suoi lavori. Le sue prime opere si caratterizzano per le forme gentili dei soggetti rappresentati, ma a partire dal 1916 sviluppò uno stile fortemente realistico, come per lo Strindberg Monument a Tegnérlunden a Stoccolma.  Eldh si ispirò all'autore August Strindberg più volte nelle sue creazioni.     
Carl Eldh si classifica, insieme a Carl Milles, tra gli scultori più popolari in Svezia della prima metà del XX secolo. Eldh realizzò sculture collaborando con rinomati architetti svedesi come Ivar Tengbom, Erik Lallerstedt e Ragnar Östberg. Östberg disegnò nel 1918 lo studio di Eldh nel parco Bellevue, a nord di Stoccolma, ed è grazie a lui che Eldh venne commissionato per la realizzazione di sculture nel parco di Stadshuspark nel 1923.
Il parco, situato vicino a Stockholm City Hall, si estende tra gli edifici circostanti e le rive del lago Mälaren, e ospita l'ensemble di  sculture di Eldh che rappresentano le tre classi di artisti: August Strindberg che rappresenta gli autori, Gustaf Fröding per i poeti e Ernst Josephson per i pittori. Accoglie anche la statua di bronzo "Sången" e "Dansen" ("il Canto" and "la Danza").  La nudità rappresentata fu oggetto di molte proteste in un primo momento.
Tra le sue opere più importanti troviamo la statua di August Strindberg e  il Branting Monument a Stoccolma. Quest'ultimo è stato realizzato prima in gesso nel 1930 e fu poi completato nel 1952. 
La casa di Carl Eldh a Bellevue (Stoccolma) è ora un museo pubblico, "Carl Eldh Ateljémuseum", ha due sale studio le cui pareti sono piene, dal pavimento al soffitto, di dipinti, sculture, attrezzi e altri oggetti personali dello scultore. Visitare questa casa offre non solo la possibilità di osservare la creatività del singolo artista, ma anche di immergersi il suo periodo storico.

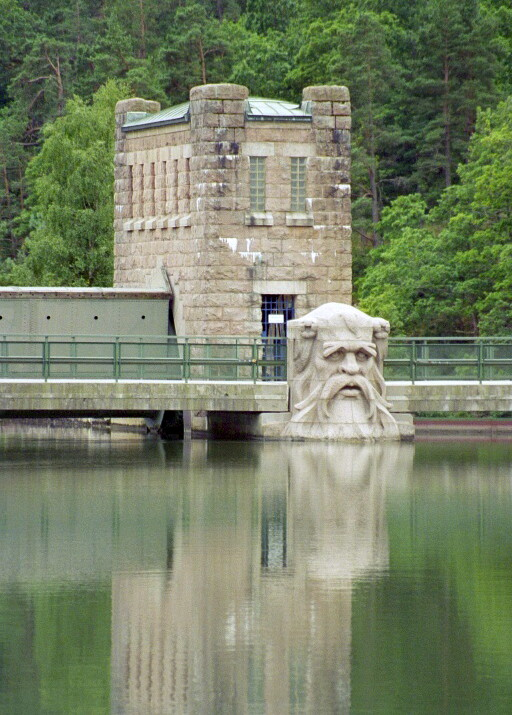
The Neck (spirito dell'acqua), Trollhättan, sul fiume Göta

## Galleria d'immagini

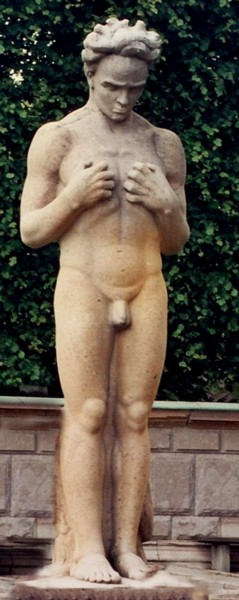
Strindberg
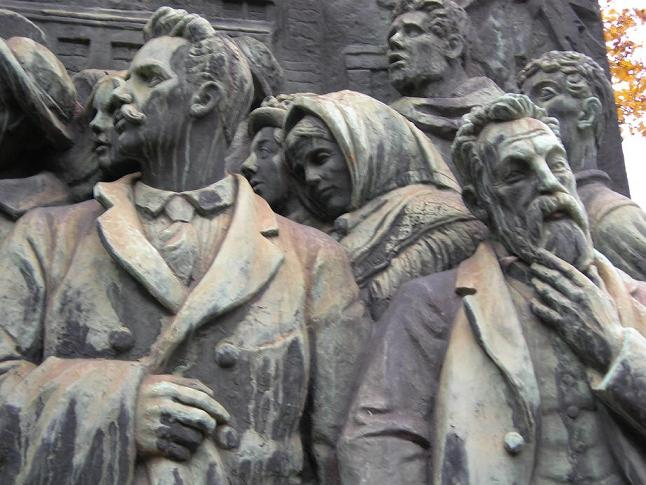
Dettaglio del Branting Monument
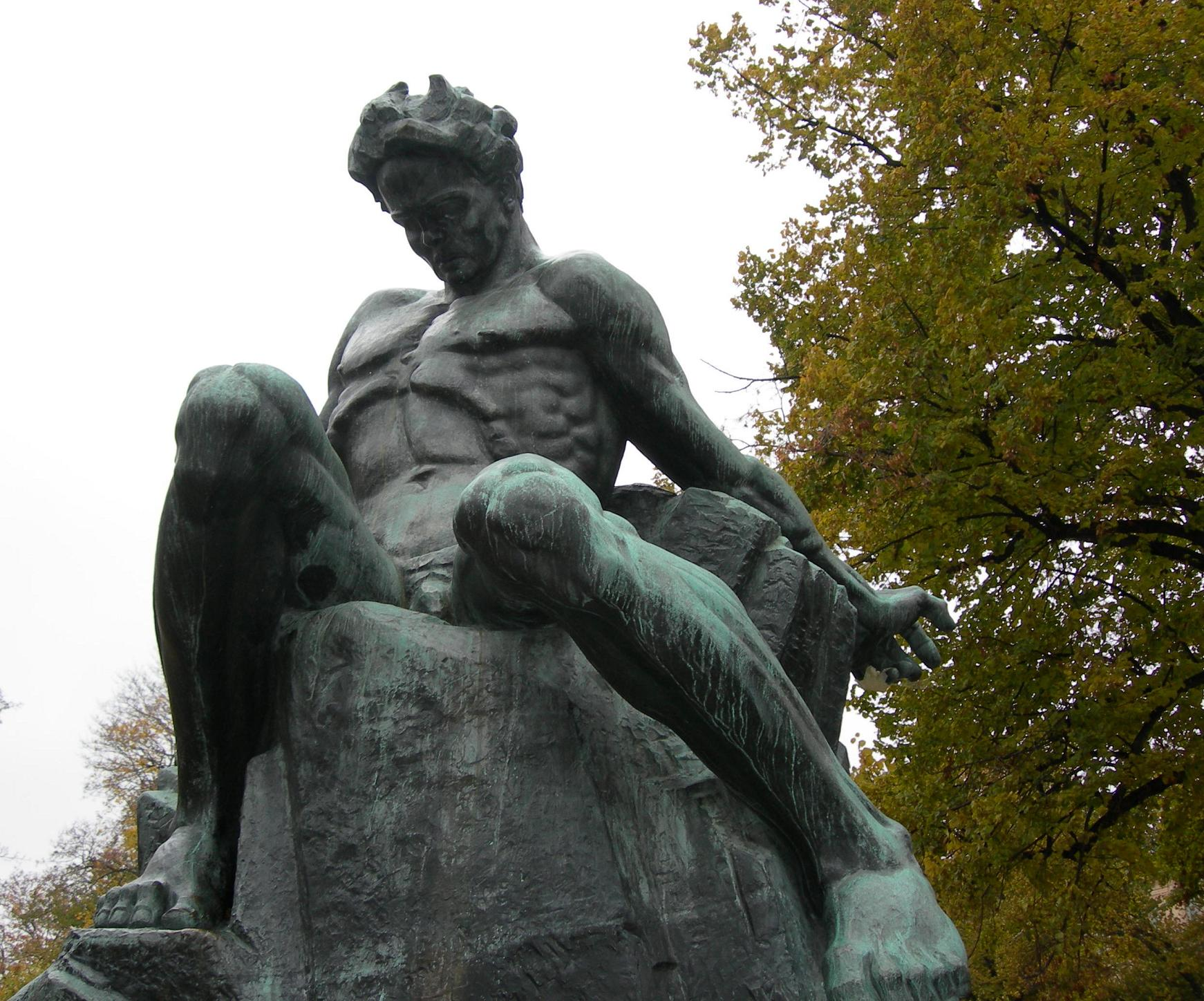
Strindberg Monument, a Tegnérlunden, Stoccolma
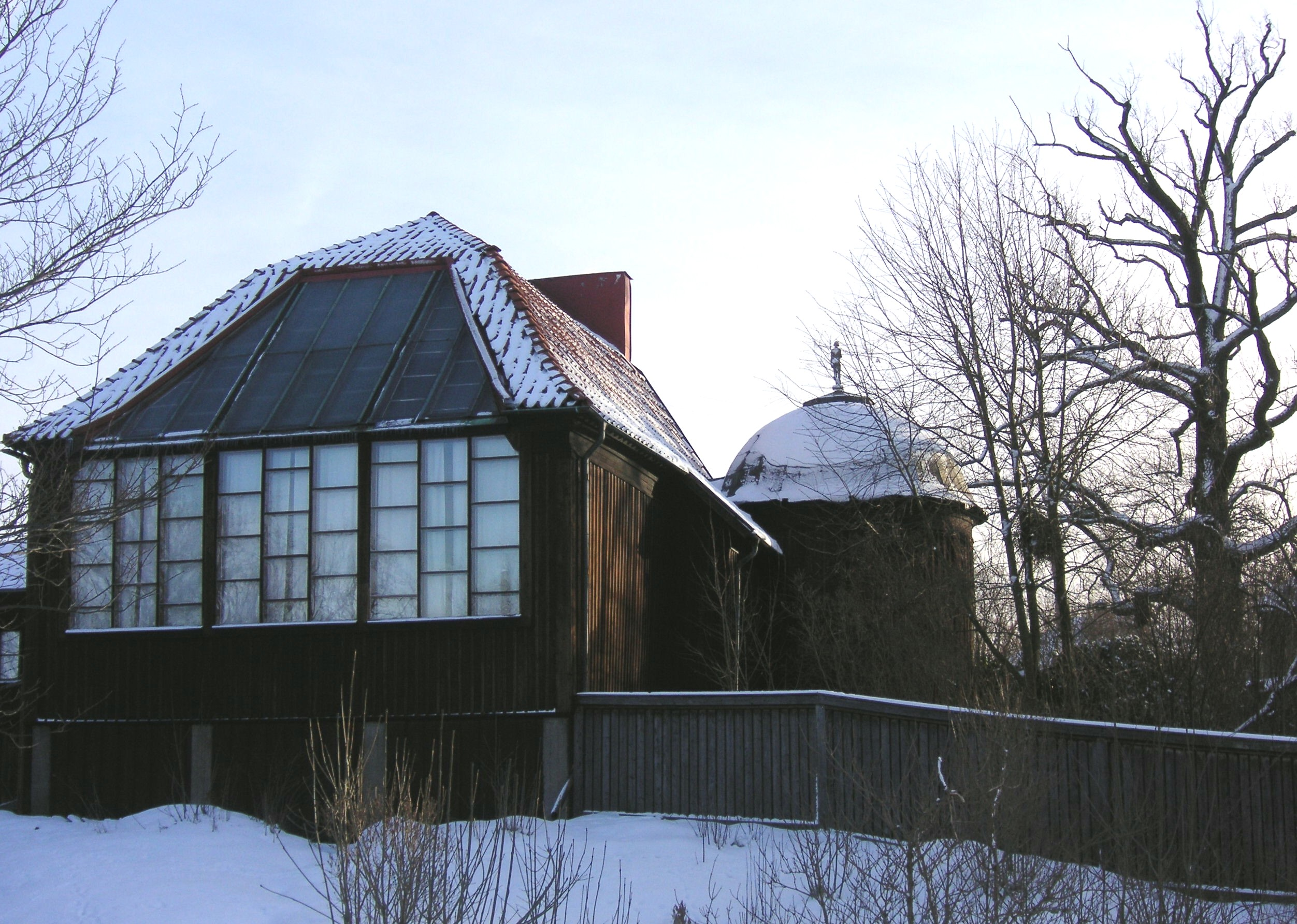
Carl Elds Ateljémuseum, disegnato da Ragnar Östberg
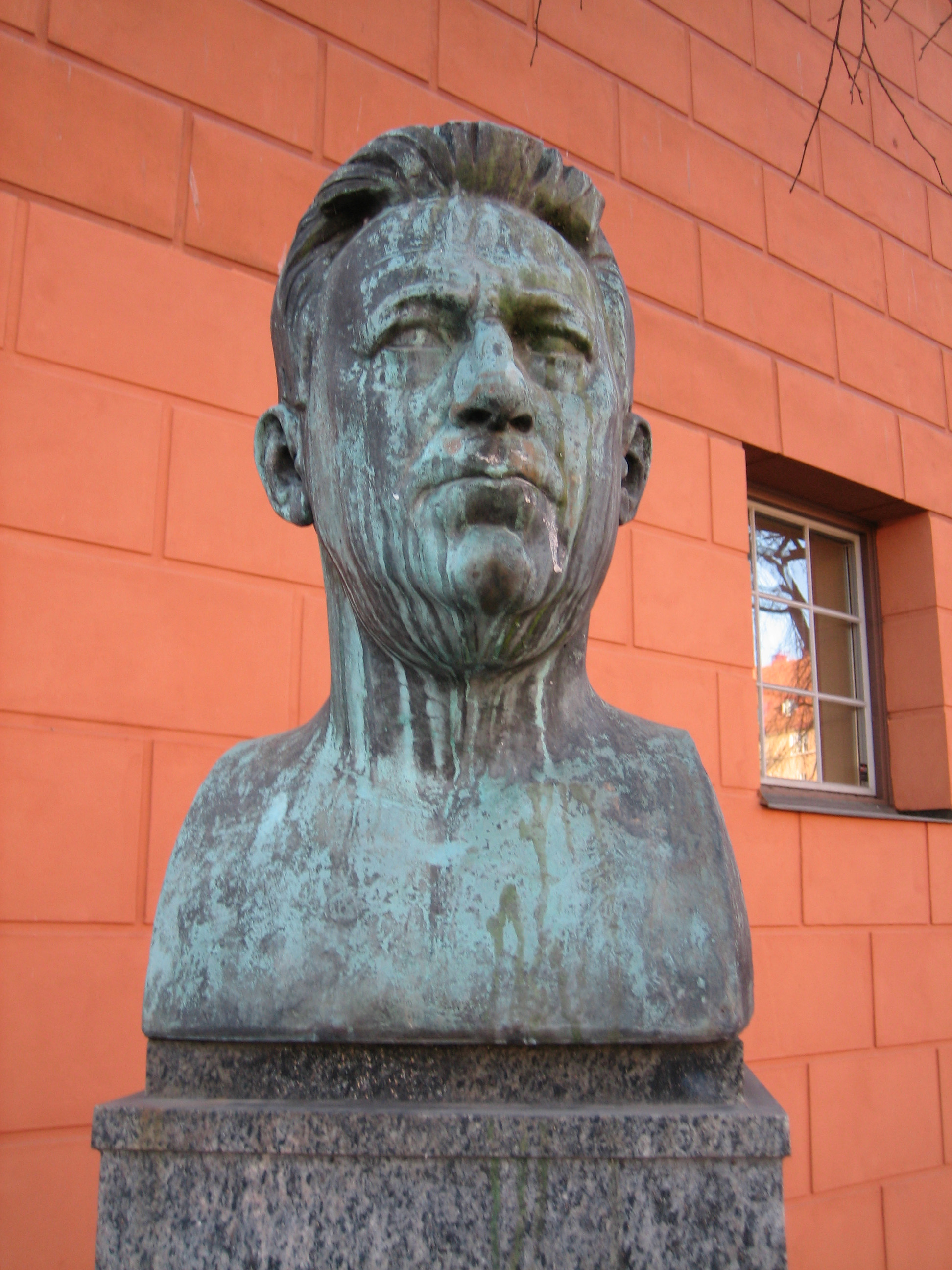
Busto di Fabian Månsson, 1940
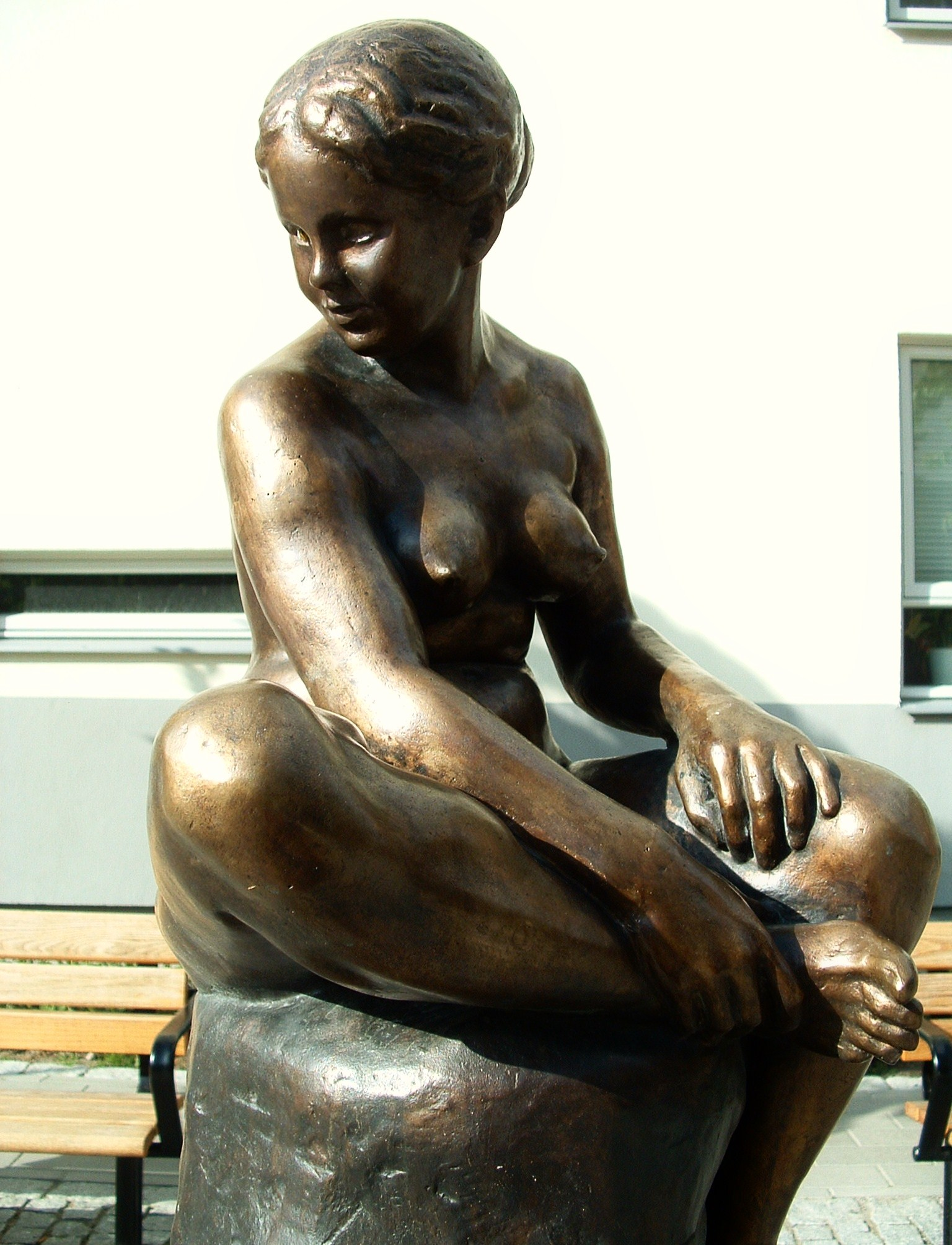
Scultura di Carl Johan Eldh a Filmstaden Råsunda
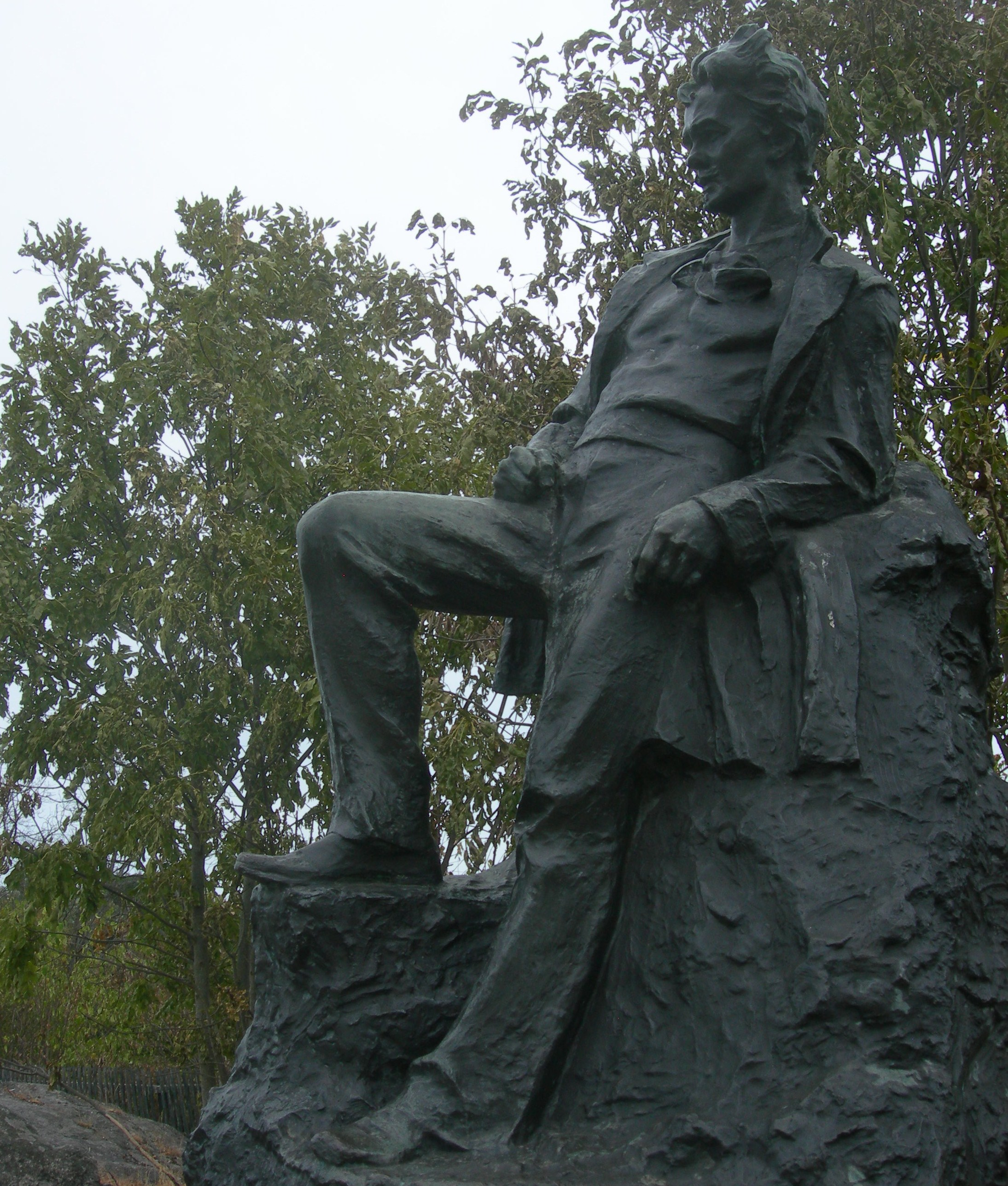
Statua di Stridberg a Bellevue, Stoccolma
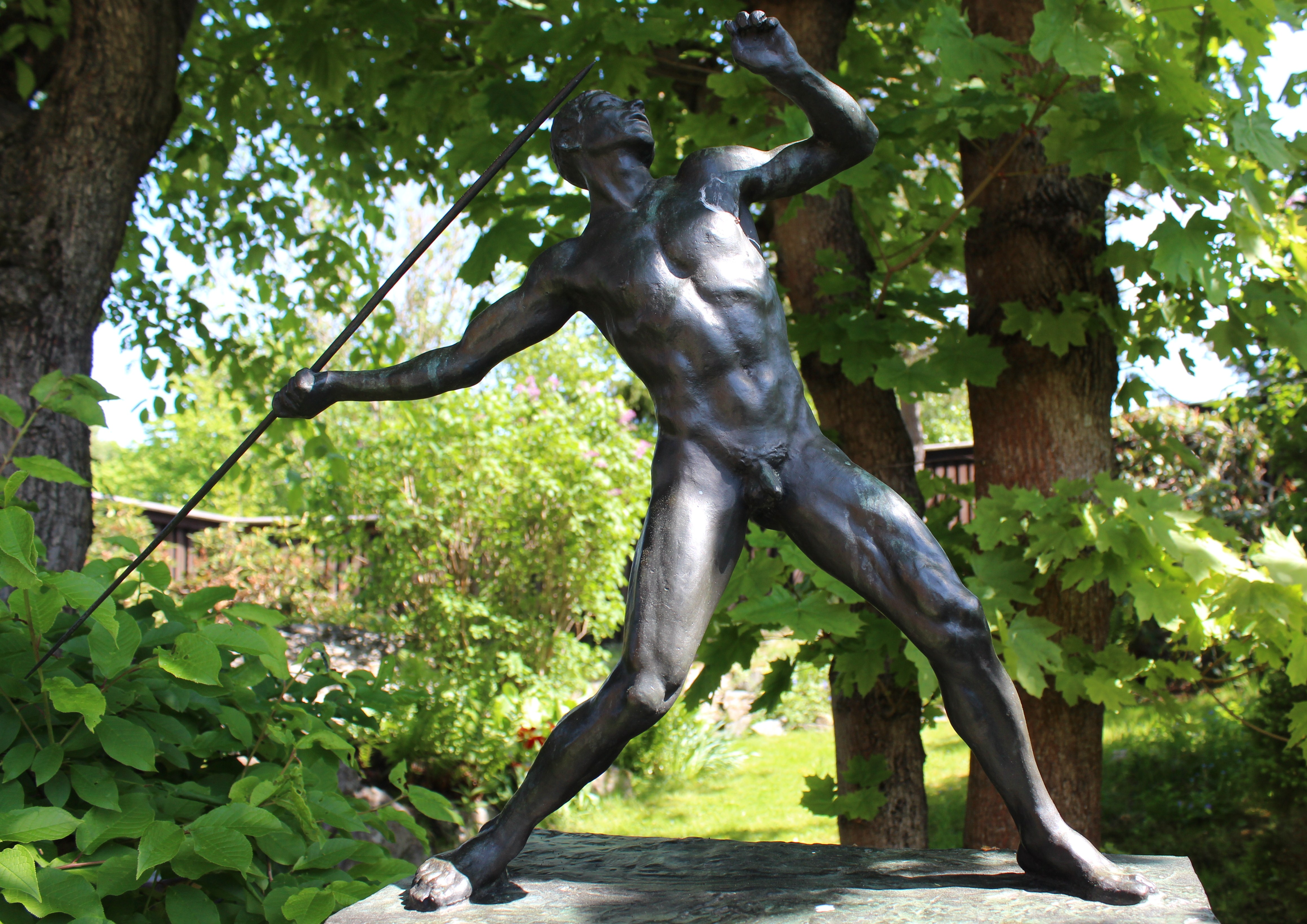
Scultura di Carl Eldh al Carl Eldhs Ateljémuseum, Stoccolma